# کاهتا
کاهتا (به ترکی استانبولی: Kahta) شهری در استان آدیامان کشور ترکیه است. این شهر مرکز بخش کاهتا است. جمعیت کاهتا بر اساس سرشماری سال ۲۰۰۸ میلادی ۵۹٬۶۶۵ نفر و بر اساس برآوردهای سال ۲۰۰۹ میلادی ۵۹٬۷۶۰ نفر می‌باشد. مردم شهر را کرد ها و از ایل رشون تشکیل می دهند.

## ریشه نام کاهتا
نام کَهَتَه در زبان فارسی به معنای دامن کوه است و توسط ایرانیان مسلط بر منطقه قبل از کوماژنی ها استفاده می شده است.مرکز منطقه قدیمی اسکی کاهتا است و در دامنه کوه نمرود واقع شده است. نام منطقه در میان کُرد ها کولیک است

## تاریخچه
تاریخ کاهتا به دوران ماقبل تاریخ باز می گردد. آثاری از دوران پارینه سنگی، نوسنگی، کالکولیتیک و عصر برنز در موزه آدییامان به نمایش گذاشته شده است. تا زمان تأسیس پادشاهی کوماژن (۶۹ ق.م)، هیتی‌ها، میتانی‌ها، آشوری‌ها، نو هیتی‌ها، پارس‌ها و اسکندر مقدونی بر کاهتا تسلط داشتند.
بزرگترین موزه روباز جهان، ویرانه‌های کوه نمرود، پل سندره ، قلعه اسکی کاهتا، آرسمیا، تومولوس کاراکوس ویرانه‌های در کاهتا قرار دارد. مجسمه زئوس  بر روی ویرانه‌های کوه نمرود قرار دارد.

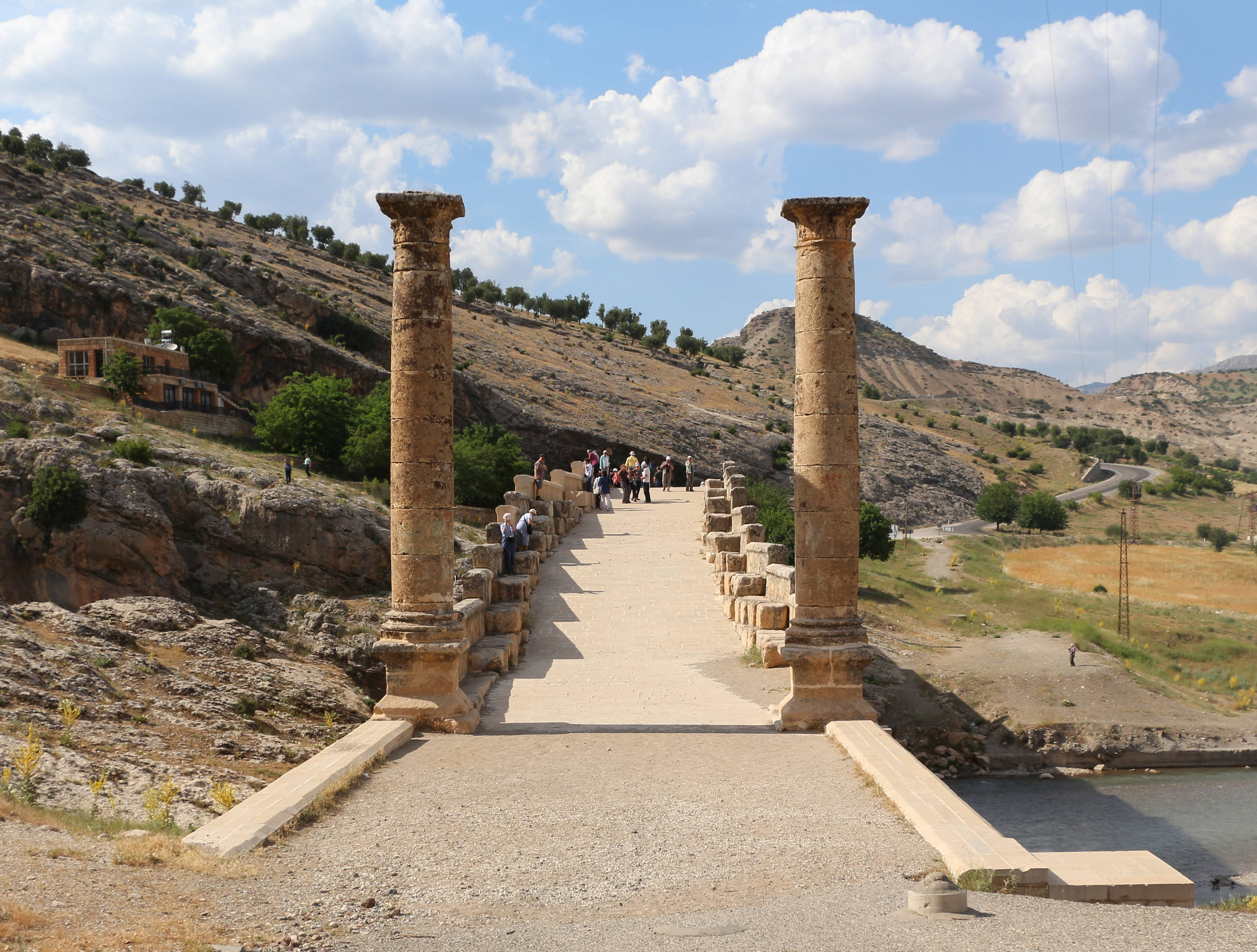
پس سندره
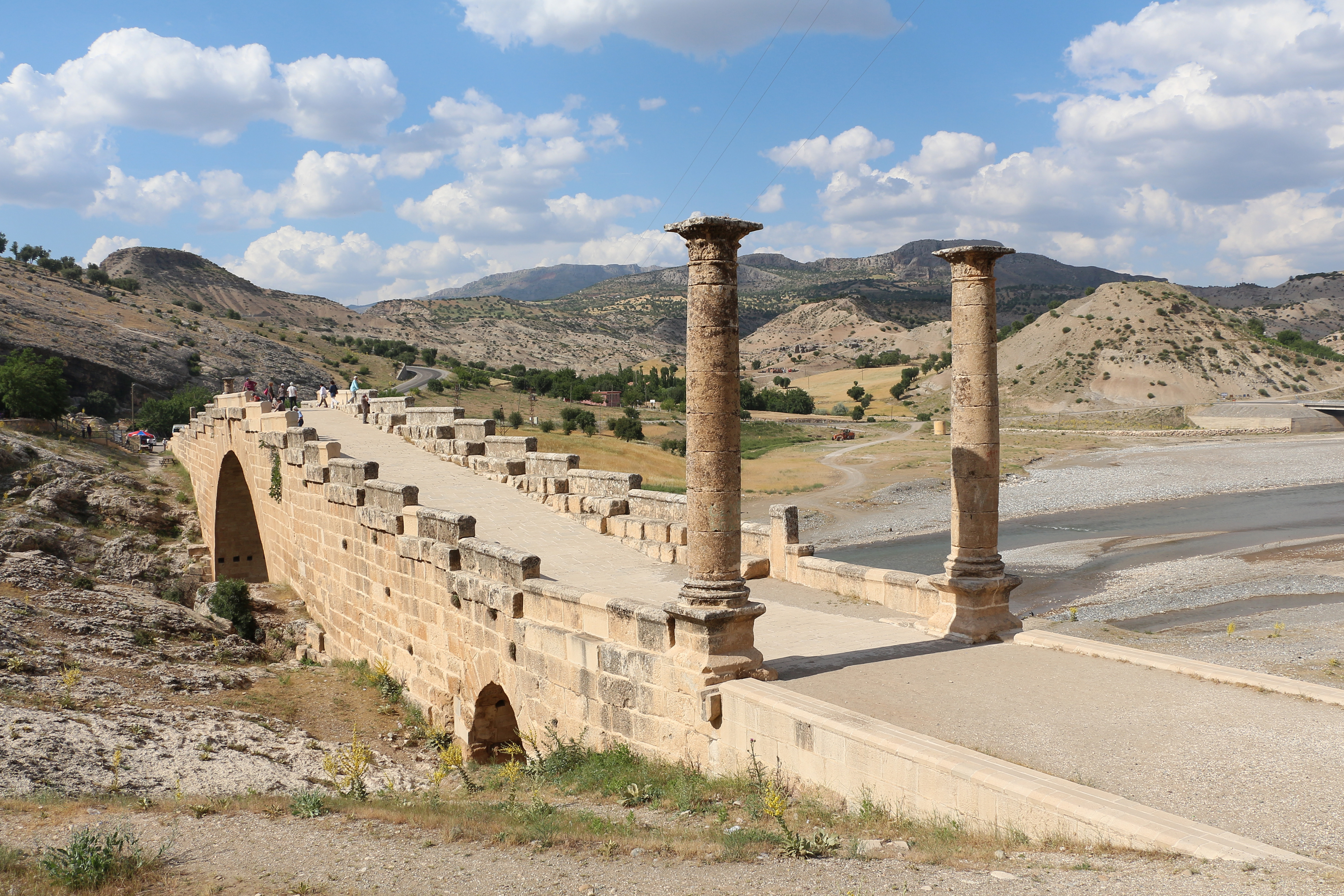
پل سندره
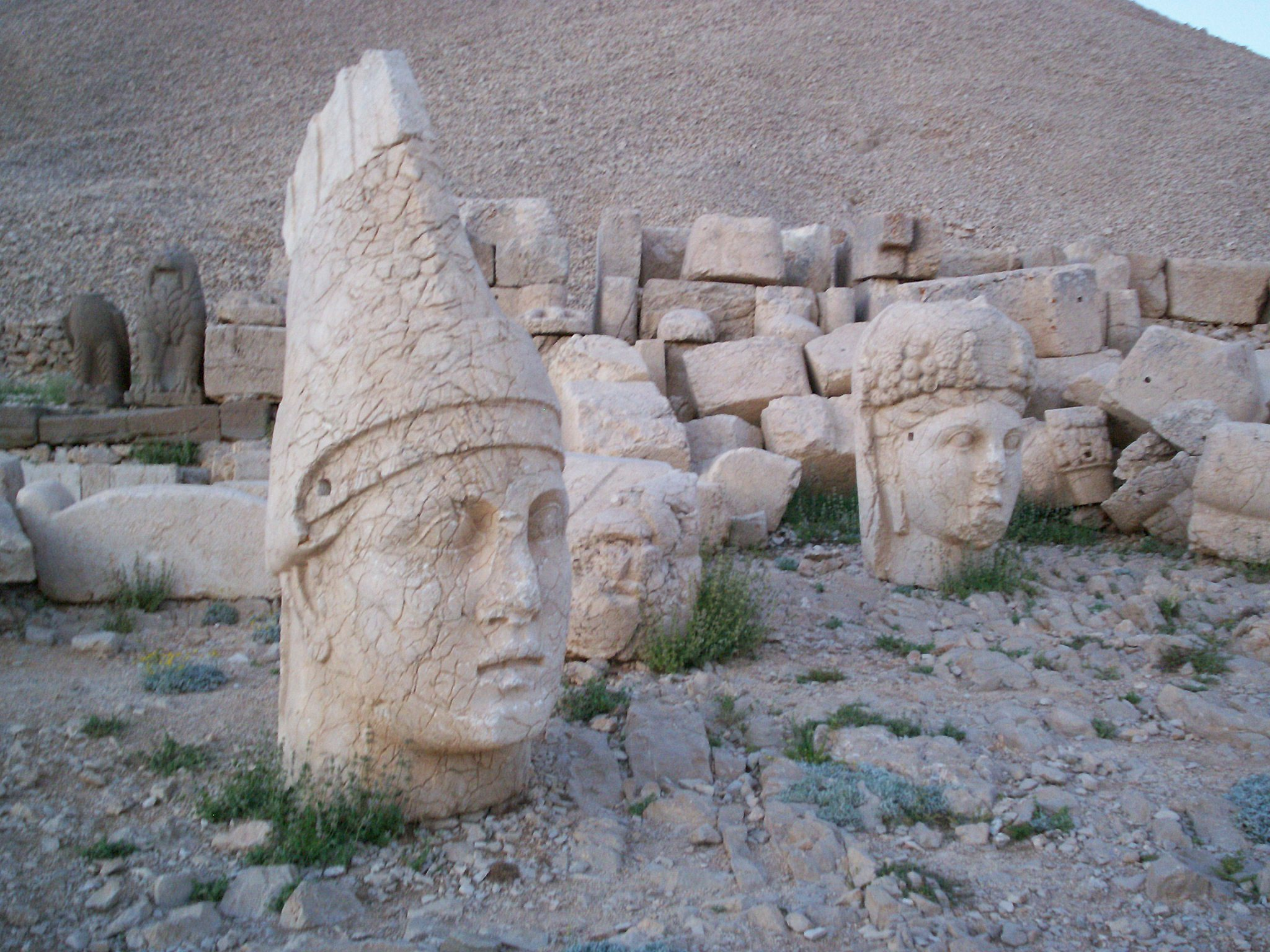
مجسمه های کوه نمرود
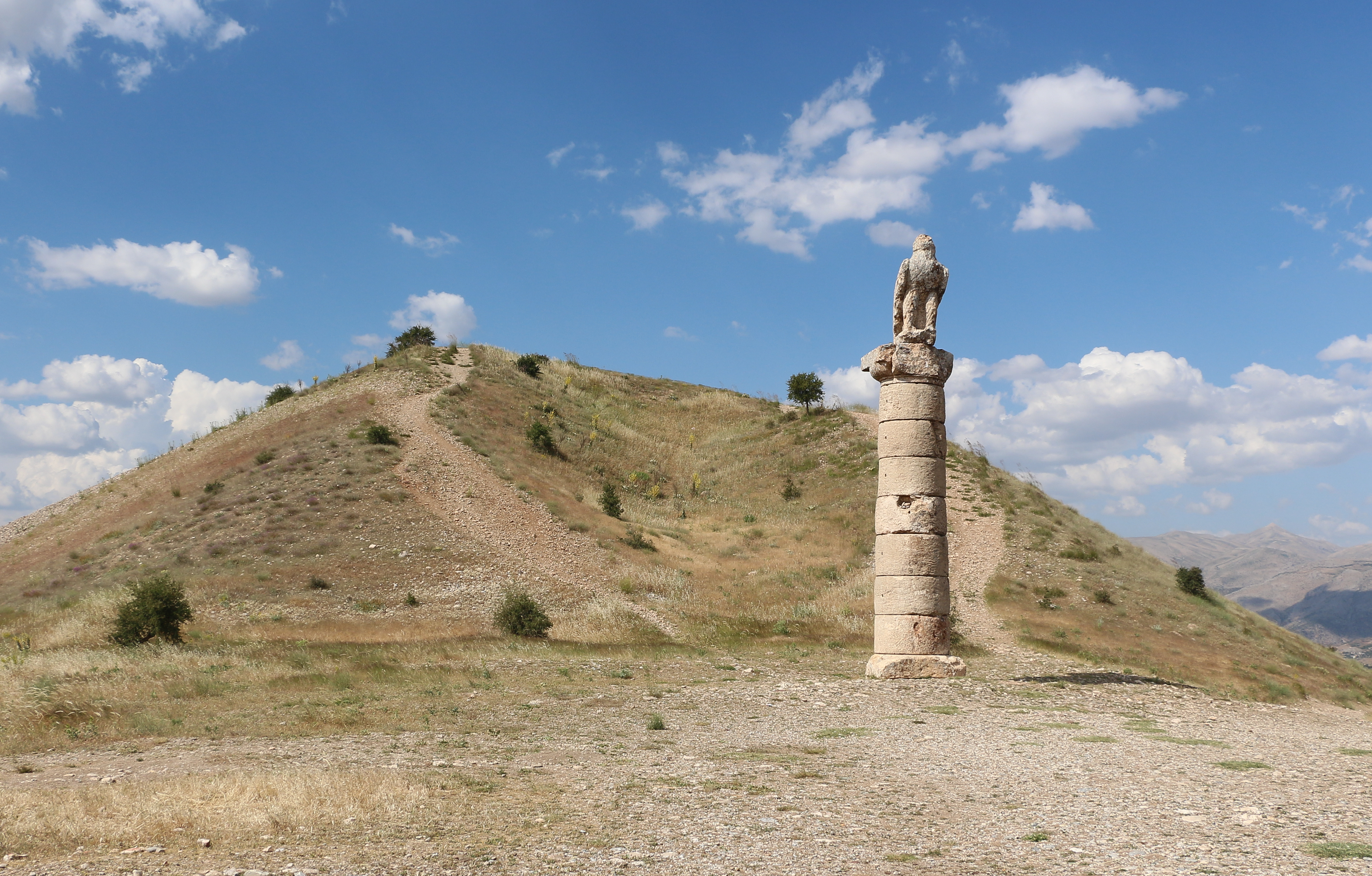
تومولوس کاراکوس